# Anhelli (album)
Anhelli − album studyjny Włodek Pawlik Trio, wydany w 2005 roku przez 5Line.
Materiał został zarejestrowany w studiu Polskiego Radia Olsztyn w sierpniu i wrześniu 2005 roku. Podczas rozdania Fryderyków 2006 płyta nominowana była do tytułu Jazzowego Albumu Roku.

## Lista utworów
| Nr | Tytuł utworu             | Długość |
| -- | ------------------------ | ------- |
| 1. | „East Side Story”        | 8:39    |
| 2. | „Bliżej... (Closer...)”  | 8:20    |
| 3. | „Anhelli”                | 13:37   |
| 4. | „Ellenai”                | 7:22    |
| 5. | „Kind of Blues”          | 7:45    |
| 6. | „Witkacy”                | 5:27    |
| 7. | „Po burzy (After Storm)” | 6:26    |
| 8. | „Transylvanian Dance”    | 5:38    |
| 9. | „Non omnis moriar”       | 7:27    |
|    |                          | 1:10:41 |

## Wykonawcy
- Włodzimierz Pawlik – fortepian
- Paweł Pańta – kontrabas
- Cezary Konrad – perkusja

## Dodatkowe informacje
W 2014 roku album został wznowiony z nieznacznie zmienioną okładką (przedstawia ona inne zdjęcie W. Pawlika, choć z tej samej sesji, różni się też czcionka i tło nazwy zespołu). Ponadto uległa zmianie, również nieznacznie, nazwa utworu #7 – na „Po burzy (After the Storm)”. Obecnie oba wydania albumu są dostępne w sprzedaży.